# Futebol Clube Tirsense
Maillots
Le Futebol Clube Tirsense est un club portugais de football. Il est basé à Santo Tirso.

## Historique
Le club passe 8 saisons en Liga Sagres (1re division).
Il obtient son meilleur résultat en D1 lors de la saison 1994-1995, où il se classe 8e du championnat, avec 14 victoires, 6 matchs nuls, 14 défaites et un total de 34 points.
La dernière présence en 1re division du FC Tirsense remonte à la saison 1995-1996 et le FC Tirsense évolue pour la dernière fois en D2 lors de la saison 1996-1997.
Le FC Tirsense atteint les quarts de finale de la Coupe du Portugal lors de la saison 1989-1990.

## Palmarès
- Championnat du Portugal de football D2 (2)
  - Champion : 1970, 1994
- Championnat du Portugal de l'AF Porto (1)
  - Champion : 2000

## Anciens joueurs
- Eusébio Guimarães